# Tagagawik
La rivière Tagagawik est un cours d'eau d'Alaska, aux États-Unis situé dans le borough de Northwest Arctic. C'est un affluent de la rivière Selawik.

## Description
Longue de 85 milles (137 km), elle coule en direction du nord pour rejoindre la rivière Selawik à 30 milles (48 km) au sud-est de Selawik.
Son nom eskimo Tag-gag-a-wik a été référencé en 1886 par le lieutenant Stoney.

## Sources
- (en) « Tagagawik », Geographic Names Information System